# 仁和水库
仁和水库是中国吉林省辽源市东丰县境内的一座水库，位于柳河上，建于1979年。水库正常库容为486万立方米，集雨面积为35平方千米，海拔为102.97米。